# Bo De Kerf
Bo De Kerf (21 november 2003) is een Belgisch voetballer die sinds januari 2025 onder contract ligt bij Lierse SK.

## Clubcarrière

### Jeugd
De Kerf begon zijn jeugdopleiding bij KHO Huizingen. Via FCV Dender EH en KAA Gent belandde hij bij Zulte Waregem, waar hij een deel van zijn opleiding bij de Essevee Soccer School genoot. Daar speelde hij samen met onder andere Zakaria El Ouahdi, Rafik Belghali, Mohamed Salah, Jannes Van Hecke en Pjotr Kestens. De academie werd uiteindelijk opgedoekt, waarop De Kerf zijn jeugdopleiding verderzette bij Eendracht Aalst.

### KSK Ronse
In de zomer van 2020 zette De Kerf zijn carrière verder bij KSK Ronse. De middenvelder maakte er op zijn zestiende zijn officiële debuut voor het eerste elftal, maar het debuutseizoen van De Kerf bij Ronse ging quasivolledig in rook op, want door de coronapandemie werden de amateurcompetities dat seizoen al gauw stopgezet. In het seizoen 2021/22 groeide hij er uit tot een vaste waarde bij Ronse, dat de winterstop inging met slechts zeven punten uit zestien competitiewedstrijden.

### KVV Zelzate
In januari 2022 raakte bekend dat De Kerf het financieel geplaagde Ronse, dat na afloop van het seizoen opging in fusieclub KSK Vlaamse Ardennen, in het tussenseizoen zou overstappen naar KVV Zelzate. Uiteindelijk maakte hij de overstap toch al in de winter. Daar groeide hij pas vanaf januari 2023 uit tot een vaste waarde in de basis: in zijn eerste halve seizoen moest hij zich tevreden stellen met invalbeurten, in de zomer van 2022 kreeg hij dan weer klierkoorts, waarna hij in de heenronde van het seizoen 2022/23 een tijdje bij de beloften speelde.
Ook onder trainer Birger Van De Velde, die in het debuutseizoen van De Kerf bij Zelzate assistent was van Gino Pauwels, bleef de tiener een vaste waarde in de basisploeg. In januari 2024 raakte bekend dat De Kerf, die dat seizoen met Zelzate met de degradatie naar de Derde afdeling flirtte, na afloop van het seizoen 2023/24 zou overstappen naar reeksgenoot KVK Ninove. Zelzate en Ninove bleven uiteindelijk geen reeksgenoten: Zelzate slaagde er onder leiding van Urbain Spaenhoven weliswaar in om zich te handhaven, maar Ninove promoveerde dat seizoen naar Eerste nationale.

### KVK Ninove
De Kerf verteerde moeiteloos de stap van de Tweede afdeling naar Eerste nationale: de middenvelder groeide onder trainer Dave Van Waes, onder wie De Kerf in het seizoen daarvoor nog kort gewerkt had bij Zelzate, meteen uit tot een onbetwistbare basisspeler. Promovendus Ninove ging de jaarwisseling in op een knappe vijfde plaats, op amper zes punten van leider KVK Tienen.

### Lierse SK
Na nauwelijks een half seizoen bij Ninove versierde De Kerf in december 2024 een profcontract van tweeënhalf jaar bij tweedeklasser Lierse SK. Op 19 januari 2025 mocht hij meteen zijn profdebuut vieren: de debuterende trainer Jamath Shoffner gunde hem meteen een basisplaats voor de competitiewedstrijd tegen Club NXT.
1 Teunckens ·
2 De Schrijver ·
3 Marijnissen ·
5 Laes ·
6 Swinnen ·
8 Van Acker ·
9 S. Limbombe ·
10 De Schryver ·
11 Liongola ·
12 De Smet ·
13 Teunen ·
14 Maes ·
16 Maesen ·
19 Kieboom ·
20 Vanderhallen ·
23 Boone ·
36 Leyssens ·
42 Sampers ·
64 Vanuffelen ·
70 El Touile ·
77 Masaki ·
Naessens ·
Hendrickx ·
Coach: Van Imschoot
· Assistent-coach: Van Kerckhoven